# José Nieto (compositore)
José Nieto (Madrid, 1º marzo 1942) è un compositore spagnolo, noto soprattutto per aver vinto sei volte il Premio Goya per la miglior colonna sonora.
Ha ottenuto dieci nomination al Premio Goya vincendo sei volte: nel 1987 con Il bosco animato, nel 1991 con La cosa più naturale, nel 1992 con Il re stupito, nel 1993 con Il maestro di scherma, nel 1995 con La passione turca e nel 2001 con Sé quien eres.